# Matis Gyula
Matis Gyula (Július Matis; Tajna, 1894. április 25. - 1973.) pedagógus, tanfelügyelő, természetvédő.

## Élete
Apja a Révayak erdésze volt, aki a természet szeretetére oktatta fiait.
A verebélyi magyar népiskolában, majd a lévai gimnáziumban tanult. Esztergomban érettségizett. A Budapesti Pedagógiai Főiskolán tanult tovább, de 1914-ben be kellett vonulnia. Orosz hadifogságba került, ahonnét 1919-ben tért vissza Csehszlovákiába. Nyelvtanfolyamot végzett Prágában, majd a speciális iskolákban kapott tanári engedélyt. 1922-1923-ban Pozsonyban szerzett képesítést ipari és kereskedelmi iskolákban való tanításra. Később biológia tanár volt.
Az oktatásügyi minisztériumban helyezkedett el, ahol osztályvezető lett. Érsekújvári, rozsnyói, majd galántai tanfelügyelő lett. A dél-szlovákiai szlovák iskolahálózat kiépítésében játszott fontos szerepet. Fokozatosan erdészeti, mezőgazdasági, építészeti, sőt művészettörténeti képesítést is szerzett, s 1948-ban a szlovákiai műemlék- és természetvédelmi hivatal alapító főigazgatója lett. 
A pozsonyi Chatam Sofer zsidó temető egyik megmentője. Érdeme többek között a második világháború utáni önkéntes természetvédő gárda megszervezése, a szlovákiai természetvédelem törvénybe iktatása, valamint a Tátrai Nemzeti Park és száznál több védett terület megszervezése. Állandó kinevezett tagja volt a Csehszlovák Tudományos Akadémia természettudományi szakosztályának.

## Emléke
- Elismerő oklevelek
- A Pilis környékét tiszteletére Poecilion matisi-nek nevezték
- 2016 Emléktábla Tajnán
- 1994 emléktábla szülőházán

## Művei
- 1934 A galántai tankerület tizenöt esztendeje. In: Szerényi Ferdinánd (szerk.): A csehszlovákiai magyar tanítók almanachja. Bratislava
- 1953 A szentgyörgyi Šúr természeti rezerváció (szlovákul). Pamiatky a múzeá 1953/2, 115-118.